# 陳金鋒
陳金鋒（1977年10月28日—），臺灣職業棒球選手，外號「臺灣巨砲」、「永遠的第四棒」，是台灣首位在美國職業棒球大聯盟例行賽中擁有出賽紀錄的選手，並帶起台灣球員旅美之風潮。於2016年9月18日Lamigo桃猿隊主場舉行退休儀式，同年於中華民國105年雙十國慶中擔任國歌領唱。於2017年台北世大運開幕典禮中，以打擊動作加上蜂炮的方式點燃聖火為世大運開幕。

## 經歷
- 臺南縣善化鎮善化國小少棒隊
- 臺南市復興國中青少棒隊
- 臺北縣中華中學青棒隊
- 合作金庫棒球隊
- 陸光棒球隊
- 美國職棒洛杉磯道奇隊（1999－2005年，高階1A→大聯盟，2002年首度登上大聯盟）
- 中華職棒La New熊、Lamigo桃猿隊（2006年－2016年）
- 中華職棒富邦悍將隊副領隊（2017年3月23日－2019年）
- 中華職棒富邦悍將隊顧問（2020年1月3日－2021年11月）
- 中華職棒富邦悍將隊二軍總教練兼副領隊（2022年－2023年）
- 中華職棒富邦悍將隊一軍總教練（2024年－）

## 早年
陳金鋒出生於臺南縣大內鄉頭社村（大內頭社），具西拉雅族背景。

## 職棒生涯

### 美國職棒時期

#### 小聯盟初期生涯
1999年3月，陳金鋒與美國職棒大聯盟的洛杉磯道奇球團簽約，簽約金68萬美元，前往美國展開挑戰世界棒球最高殿堂的追夢之路。其間雖曾傳出與台灣大聯盟的雙約問題，但最後不了了之。同年3月正式赴美加入隸屬洛杉磯道奇球團的小聯盟高階1A聖貝納迪諾奔騰隊，繳出打擊率.316、123分打點、31支全壘打、31次盜壘的優異成績，獲選為加州聯盟年度MVP、新人王、最佳九人，並成為該聯盟首位達成全壘打-盜壘數達30-30的球員，被評選為該聯盟投手「最不想面對的打者」，他的背號還成為該隊退休背號之一。
2000年初，陳金鋒被評為洛杉磯道奇系統10大潛力新秀第一名，同時升上2A聖安東尼奧使徒隊，但卻受肩傷所困，僅繳出打擊率.277、67分打點、6支全壘打、23次盜壘的成績。
2001年球季開始前，陳金鋒接受右肩手術治療，本季先後在高階1A維洛海灘道奇隊和2A傑克孫維太陽隊出賽，在128場比賽中繳出了打擊率.290、91分打點、22支全壘打的成績。陳金鋒在維洛海灘道奇隊的62場比賽中打的不是很理想，打擊率.268、41分打點、5支全壘打，主要是擔任指定打擊；6月14日升到2A後成績突飛猛進，在50場比賽中打擊率3成13，揮出17支全壘打並帶有50分打點。球季結束後參加亞利桑那秋季聯盟比賽，被評選為26名最有潛力登上大聯盟的選手之一。11月，代表台灣參加世界盃棒球賽，優異的長打表現讓更多人印象深刻。之後，洛杉磯道奇隊宣布將陳金鋒升上3A拉斯維加斯51區隊，並名列為40人名單。

#### 大聯盟及3A生涯
2002年球季在3A繳出打擊率.284、84分打點、26支全壘打的成績，但也吞下高達160次的三振。9月9日，陳金鋒被球團通知登上大聯盟，成為台灣首位登上美國職棒大聯盟的球員。9月14日，首度登場，獲得大聯盟生涯第一次保送，得到大聯盟生涯第一分，成績為5打數無安打、3次三振、1次保送、得到1分。
2003年，儘管陳金鋒在大聯盟熱身賽繳出.579的高打擊率及10分打點的成績，但由於前一年的高三振率，仍從小聯盟3A展開球季。7月10日，陳金鋒再度獲得通知登上大聯盟，在僅有的一次代打機會沒有建樹，再度被下放3A。9月大聯盟擴編，道奇隊出乎意料的沒有將陳金鋒升上大聯盟，陳金鋒因而提前回台灣準備參加年底的亞錦賽。本季總計在3A繳出打擊率.282、打點86分、全壘打26支的成績，但仍被三振106次。總計在大聯盟6打數無安打。11月，代表台灣參加亞錦賽。
2004年球季，陳金鋒因簽證問題而延後赴美，間接使他無法登上開季25人名單。4月13日，第三度被通知登上大聯盟，仍無安打表現。7月16日，陳金鋒再度在大聯盟出賽，但因為裁判的誤判導致生涯第一分打點被沒收，第四度登上大聯盟仍無安打表現，又被下放3A。8月，陳金鋒代表台灣參加雅典奧運。9月，陳金鋒第五度登上大聯盟，但仍無安打表現。總計本季三度登上大聯盟，留下8打數無安打、得1分、3次三振、2次保送的成績。大聯盟之旅累積17打席14打數仍無安打、得2分、6次三振、3次保送。

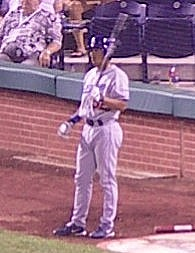
陳金鋒於2005年於洛杉磯道奇隊的比賽中預備上場打擊。

2005年1月，陳金鋒被球隊移出40人名單，只能在3A繼續等待機會。7月3日，由於外野手J·D·德鲁(J.D. Drew)因觸身球導致手腕受傷，陳金鋒接到球團通知，第六度提拔上大聯盟。道奇隊將受傷的捕手保羅·巴寇從40人名單中移出，讓出位置給陳金鋒。

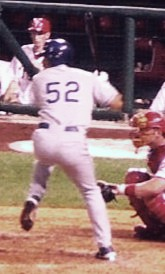
陳金鋒於2005年於洛杉磯道奇隊的比賽中上場打擊。

2005年7月4日在洛杉磯道奇隊出戰科羅拉多洛磯隊比賽中，第七局滿壘時接替韓國籍的崔熙涉代打，擊出個人大聯盟生涯首支安打，並帶有二分打點。7月23日，道奇隊對他提出指定轉讓，面臨再次被下放小聯盟。7月28日，他再次回到3A繼續打拚。總計在拉斯維加斯51區4年的生涯裡，陳金鋒創下了該隊隊史個人全壘打、打點最多的紀錄。

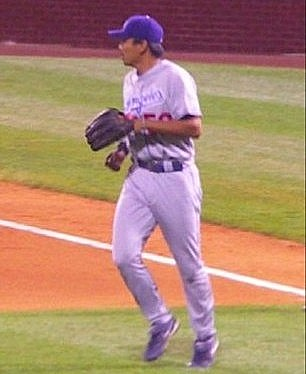
陳金鋒於2005年於洛杉磯道奇隊的比賽中上場守備。

一般認為陳金鋒之所以在大聯盟、小聯盟間上上下下，無法站穩大聯盟的原因與他選球能力及守備能力無法達到大聯盟要求有很大關係。雖然長打能力無庸置疑，但多年來在3A未明顯成長的選球能力與中下的外野守備成為陳金鋒無法站穩大聯盟的致命傷。為了增加上大聯盟的機會，陳金鋒一度改練一壘手，但還是沒有適合的位置可以給予穩定的先發機會。在和道奇隊解約後，考慮到家庭因素，陳金鋒返回台灣加盟中華職棒。

### 中華職棒時期

#### La new熊時期

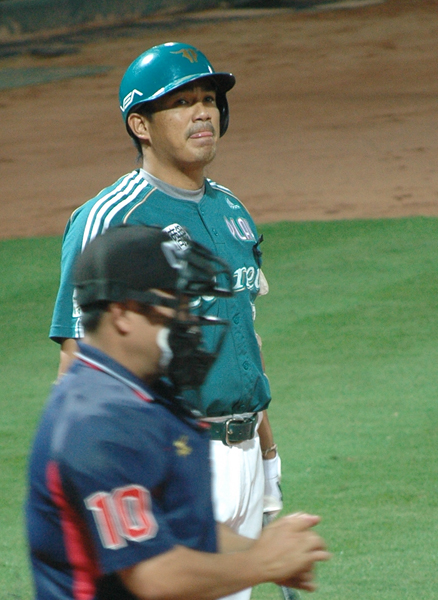
La new熊時期

2005年12月25日下午5點，陳金鋒首肯投入中華職棒新人選秀會，並於12月26日下午3時在福華飯店B2福華廳舉行的2006年中華職棒大聯盟新人選拔會中，被La new熊隊選走。
2006年1月5日下午2時，陳金鋒偕同La new熊球團召開記者會，由La new企業董事長劉保佑先生為其穿上La new熊隊投手許文雄所讓出的52號球衣，正式加入中華職棒。簽約內容為：簽約六年，前三年薪資每年1000萬新台幣，後三年再洽談薪水。陳金鋒本人每個月只領五萬元新台幣，其餘薪資都交付信託，另有激勵獎金。這也是後來中華職棒球員工會恢復運作時幫球員理財規劃的方式。
2006年7月12日，在澄清湖棒球場對戰中信鯨的比賽中，連續三個打席（第二、四、六局）擊出全壘打，同時也追平聯盟紀錄。同年10月8日，在台中棒球場對戰興農牛的比賽中，成為第二位達成雙二十（盜壘20次、全壘打20支）的本土球員。陳金鋒優異的表現讓他拿到2006年中華職棒打點王（81分打點）、最佳指定打擊（首季出賽91、安打109、打點81、全壘打21、打擊率.317、盜壘20）。同時其優異表現幫助球隊勇奪上、下半季冠軍，更在2006年中華職棒總冠軍賽以4:0將統一獅清盤，陳金鋒拿到最有價值球員。前一年因為黑熊事件而受傷的熊隊，在陳金鋒的影響下，主場票房僅微幅下跌2%。
隔年表現仍然優異，勇奪2007年中華職棒打擊王。雖然球隊總冠軍衛冕失敗，但其優異表現，還是讓陳金鋒拿到2007年中華職棒總冠軍賽優秀球員獎（敗方）。其中對於獅隊球員兼其中華中學學弟劉芙豪打全壘打的表現，留下「他（全壘打）有打得很遠嗎」的話，成為砲聲隆隆的總冠軍戰中的一個花絮。
2008年4月25日，對米迪亞暴龍隊的比賽中，單場打出2支全壘打，締造最快達成50支全壘打的紀錄。年底準備談後三年的薪水，雖然環境慘淡（米迪亞暴龍被除名、中信鯨解散），球團仍象徵性以年薪增加1萬，三年3003萬台幣的複數新合約條件續約。
2009年上半季18轟，創下本土球員半季最多全壘打紀錄，單季敲出27支全壘打，成為他在中職的生涯年。與當時隊友林智勝兩人單季共打58支全壘打，也創下史上最多三、四棒雙人組全壘打紀錄。

#### Lamigo桃猿時期

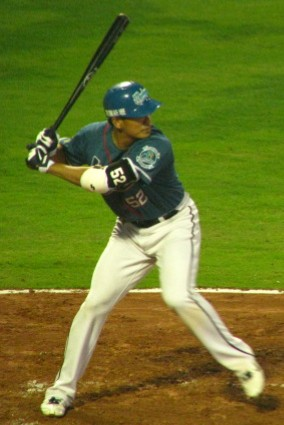
Lamigo桃猿時期(2013年)

2011年，La new熊搬至桃園改名Lamigo桃猿後，陳金鋒自願擔任隊長，希望以身作則，帶領年輕小將向前衝。4月5日，在效力中華職棒第453場比賽中敲出第100支全壘打，超越鷹俠，成為中職最快完成百轟的選手。然而這一年的出賽場次僅48場，故陳金鋒於隔年再簽2年約，保障年薪600萬元，激勵獎金包含年度打擊王獎金、打點王、單季出賽打席、上壘率等目標，最高總額達1100萬元。自2014年起，陳金鋒就和球團簽一年約，且多次在一二軍上上下下，而在一軍也是多從板凳代打出發，而Lamigo桃猿球團此舉也引起球迷反彈。
2015年11月初，陳金鋒宣布成為自由球員，隔年1月6日晚上8點30分，陳金鋒接受民視體育新聞現場專訪，當場宣佈打完中華職棒27年後就結束球員生涯。在訪問當中，陳金鋒不斷強調「感謝劉董（劉保佑）看重」。3月19日，於桃園國際棒球場對戰中信兄弟的開幕戰擊出全壘打，是2013年10月11日後再度擊出全壘打。陳金鋒也在球員生涯的最後一年擔任隊長，扮演起激勵年輕球員、扛起林智勝離隊後的精神領袖角色。桃猿開季遇到主場一勝難求的局面，陳金鋒就以龍蝦激勵隊友，後來戰績有所改善。不僅是激勵隊友，自己在打擊上也有優異表現，5月份擊出五支全壘打，單月獲得四次單場MVP的表現，使其獲得繼2008年6月後再一次單月最有價值球員。

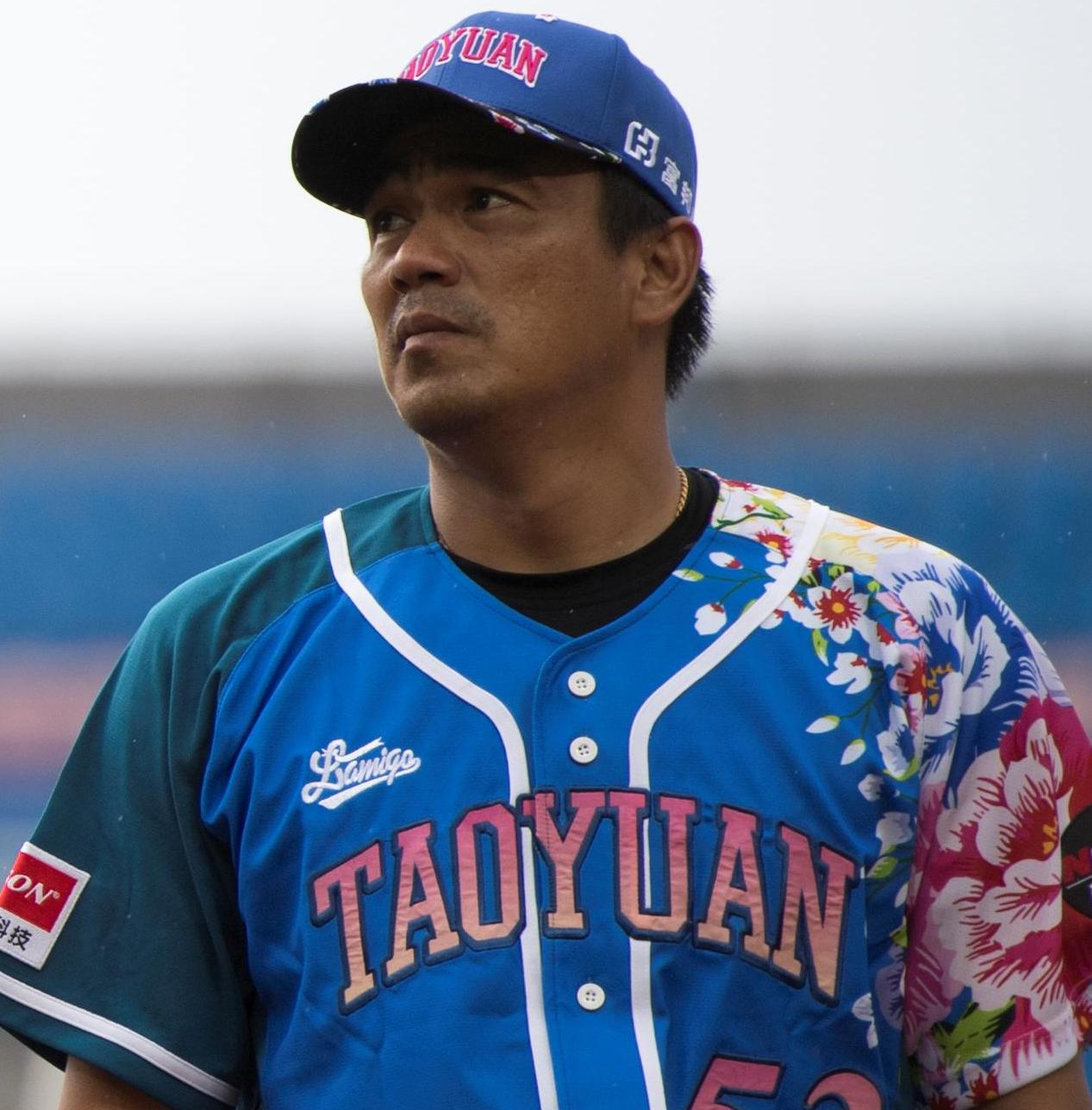
2016年6月「陳金鋒日」

2016年6月3日，於洲際球場對上義大犀牛隊擊出雙響砲，不僅是睽違3年10個月後再度單場擊出兩支全壘打，也為相隔七年後再度單季擊出兩位數全壘打。

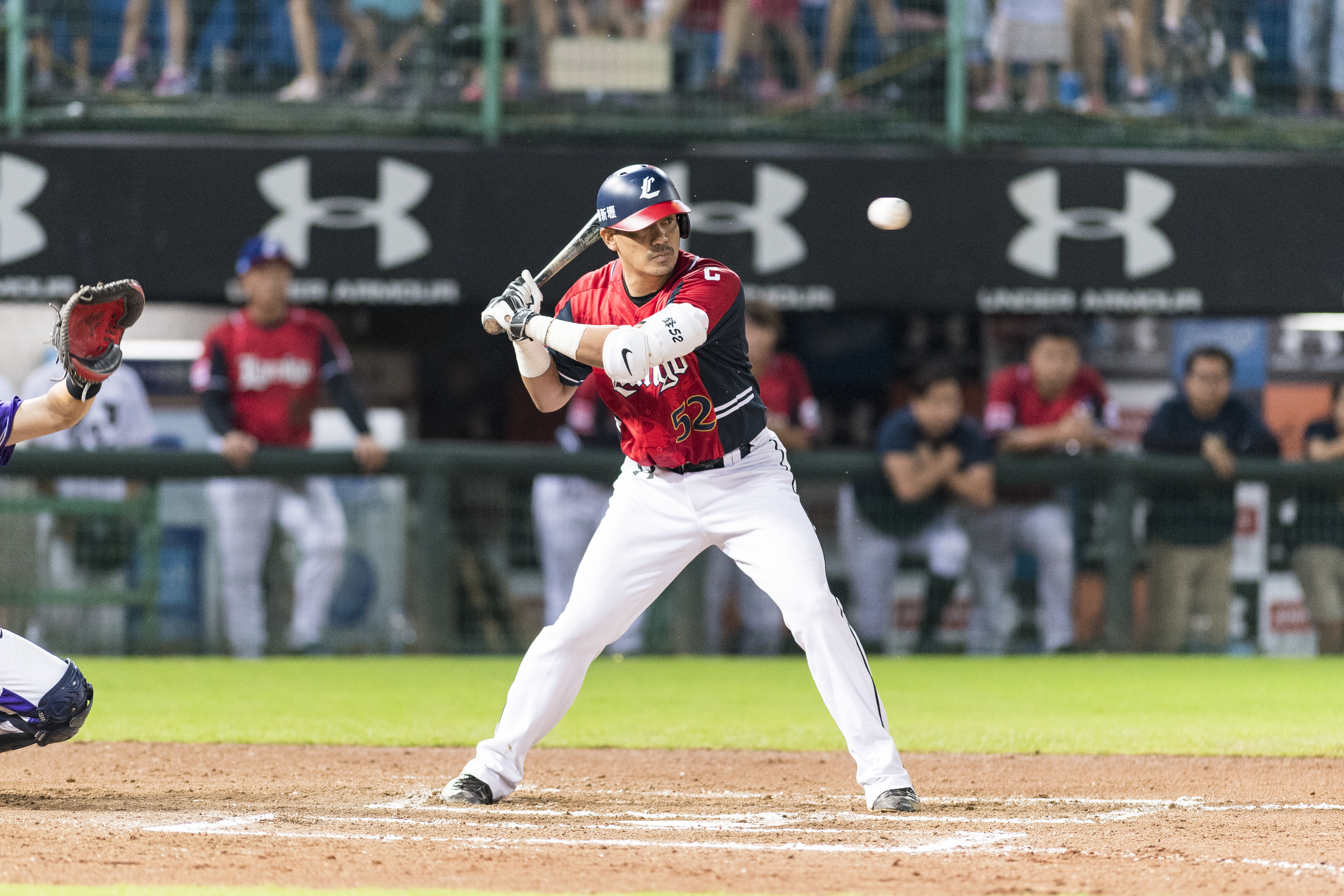
2016年，陳金鋒引退

2016年9月18日，Lamigo桃猿於最後一場假日主場例行賽賽後為陳金鋒舉辦引退儀式，Lamigo球團董事長劉保佑並正式宣布背號52號球衣將列為球隊退休背號。

#### 領隊和顧問時期

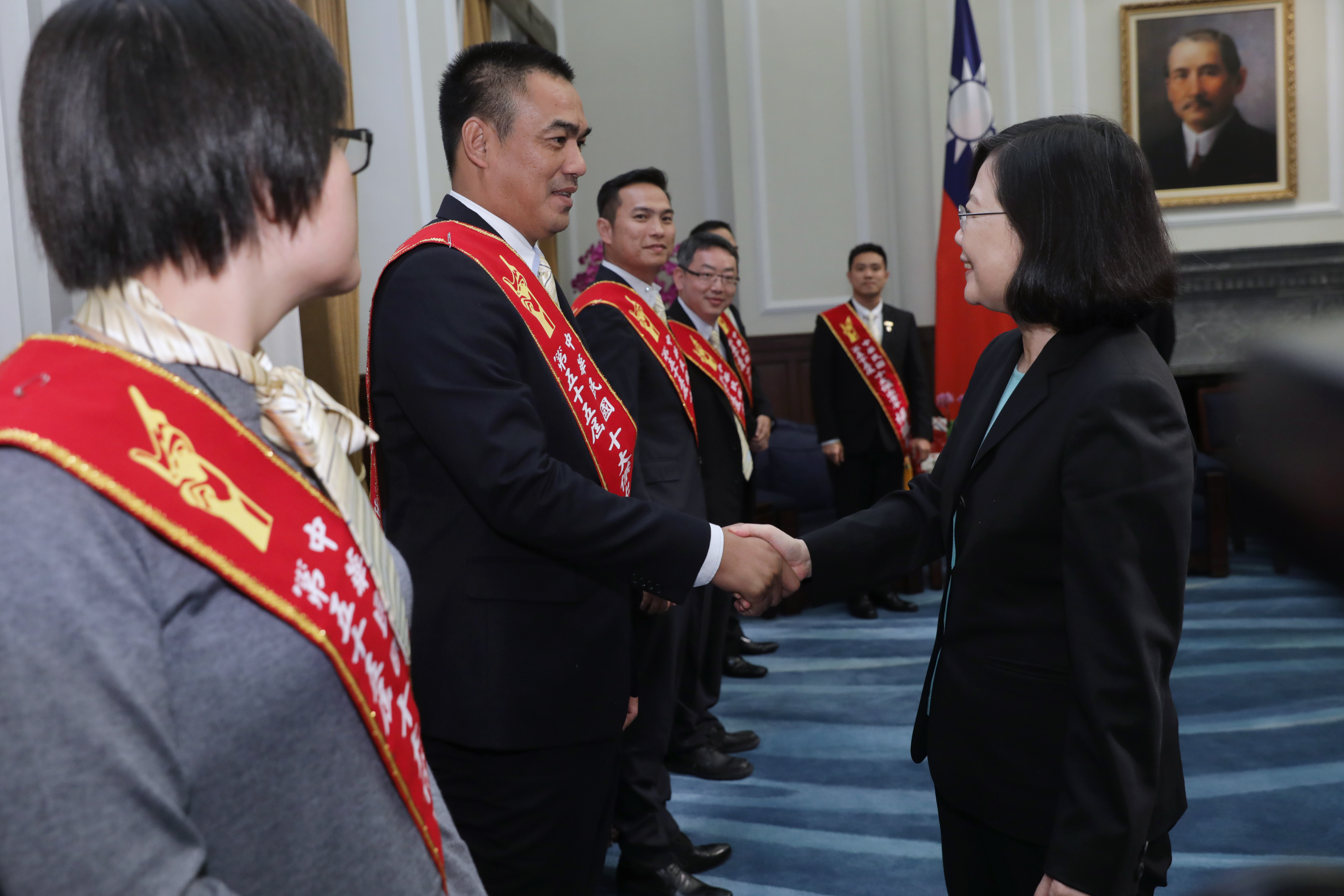
2017年10月，當選中華民國十大傑出青年

2017年3月24日，與富邦悍將簽下3年合約，擔任球團副領隊。 在3年合約結束後，於2020年轉任球團顧問。

#### 教練時期
2021年12月9日，富邦悍將宣布與陳金鋒簽下教練合約，2022年球季開始擔任球隊的二軍總教練。
2023年12月30日，富邦悍將宣布由陳金鋒接任一軍總教練。

## 國際賽表現
國際賽成績是台灣球迷對陳金鋒印象最深的部份，屢次在關鍵比賽打出全壘打。由於長打能力備受肯定，成為這幾年來，中華成棒代表隊不動的「第四棒」，其地位在許多球迷甚至球員心中，有如神一般的存在。

### 國際賽參賽紀錄
- 1997年亞洲棒球錦標賽最佳外野手
- 1998年義大利世界盃棒球賽全壘打王
- 1998年曼谷亞洲運動會預賽時從南韓主力投手朴贊浩手中揮出全壘打
- 1999年漢城亞洲棒球錦標賽
- 2001年臺北世界盃棒球賽打點王
- 2003年札幌亞洲棒球錦標賽
- 2004年雅典奧運
- 2006年世界棒球經典賽（因傷於2月23日退出，由許文雄遞補）
- 2006年杜哈亞運（中華成棒隊歷年在亞運最好戰績：金牌）
- 2007年台灣世界盃棒球賽
- 2007年亞洲棒球錦標賽
- 2008年北京奧運
- 2016年中職日職對抗賽

### 進職業前
1997年5月，臺北亞洲棒球錦標賽，準決賽面對南韓，九局上兩人出局擊出安打，將比數追至8：7，但他繞過二壘搶攻三壘時，被觸殺於三壘前，導致比賽因此結束。1998年12月，陳金鋒代表中華隊出征曼谷亞運，在預賽中，從效力美國職棒大聯盟的南韓投手朴贊浩手中揮出陽春全壘打，但未能挽回中華隊在七局遭到提前結束的命運。但這場比賽也讓美國職棒開始注意到陳金鋒的打擊能力，隔年成為近年來第一位旅美的棒球選手。

### 旅美時期
2001年11月，陳金鋒代表中華台北參加世界盃棒球賽，在10場比賽中繳出打擊率.429、14分打點、4支全壘打的優異表現，其中在季軍戰對日本轟出雙響砲，包辦全場三分打點，再加上投手張誌家的強力封鎖，合力帶領中華隊獲得該屆世界盃季軍，同時獲得該屆賽事打點王。
2003年11月，陳金鋒代表中華台北參加攸關雅典奧運參賽資格的札幌亞錦賽，專任指定打擊。對戰南韓隊，於3局下半揮出高飛犧牲打，搶下中華隊第一分；對戰日本王牌投手松坂大輔時，個人包辦全隊5支安打中的3支（包括唯一一支二壘安打）；出戰中國隊時，先是於2局上半轟出陽春全壘打，再於4局上半揮出二壘安打，又於8局上半打出三壘安打，全場4支3，2分打點，是中華隊以3：1擊敗中國隊的關鍵人物，也是國家隊能前進雅典的關鍵。總計12打數6安打、1支全壘打、3分打點。隔年8月又代表中華台北參加雅典奧運，在對日本之戰中，從上原浩治手中擊出三分打點全壘打。在7場比賽中繳出27打數11安打、打擊率.407、1支全壘打、8分打點的優異成績。

### 中華職棒時期
2006年12月，陳金鋒代表中華隊參加杜哈亞運，對日本的比賽中，九局上半，7比6，中華成棒隊仍舊落後一分，擊出右外野方向的二壘安打，護送自己跟隊友上二三壘，接著林智勝擊出游擊方向的再見安打，以8比7擊敗日本隊，獲得中華成棒隊首次正式賽的亞運金牌。隔年12月，陳金鋒代表中華隊參加2007年亞洲棒球錦標賽，在對日本之戰中，從日本2007年澤村賞投手達比修有手中擊出逆轉2分打點全壘打。使中華對日本短暫以2:1領先。該場比賽中華隊以2:10敗北。
2008年8月，陳金鋒二度代表中華隊參加北京奧運。當時由於長久征戰，所累積腰傷致其無法參加2008年3月的亞洲區八搶三奧運資格賽。雖腰傷未復原，仍入選北京奧運成員之一，然而正式比賽表現不如預期，僅在對中國隊敲出一支一壘安打，賽後腰感不適，對古巴、南韓等重要比賽，皆未出賽。8月19日，對美國隊背水一戰，賽前一天打了止痛針，忍傷上場，敲出一支二壘安打，卻無法撼動戰局結果，終場以2比4敗給美國隊，無緣晉級四強。賽後陳金鋒對媒體表示，自己打不好，影響國家代表隊的戰績，十分自責。總計在北京奧運，打擊率1成43，僅兩支安打。
2016年，陳金鋒擔任中日職棒對抗賽中華職棒代表隊隊長一職，並於賽事結束後舉行國際賽引退儀式，正式結束其璀璨的國際賽生涯。

## 對台灣棒球運動旅外的影響
在陳金鋒旅美之前，台灣的優秀棒球選手旅外幾乎就以日本為主，許多台灣選手在日職也取得不錯的成績，例如「二郭一莊」。陳金鋒是第一個正式以大聯盟為目標的台灣球員，並且成功進入大聯盟的殿堂。隨著陳金鋒在小聯盟第一年的驚人成績（於1A球季打出了31發全壘打，31次盜壘的「30—30」成績）、以及首次的大聯盟出賽，國內的球員漸漸開始將出國目標轉向大聯盟，許多大聯盟球探也開始注意到台灣的棒球選手，美國職棒大聯盟也取代日本職棒成為台灣多數球員出國的選擇。

## 特殊紀錄
- 1999年小聯盟高階一A加州聯盟的聖伯納迪諾奔騰隊(San Bernardino Stampedes)退休陳金鋒的43號球衣。
- 四次中華職棒總冠軍：2006、2012、2014、2015
- 2007年3月17日開幕戰單場4分打點，追平前味全龍洋將馬斯締造之中華職棒開幕賽最高打點記錄，此記錄於隔年開幕賽時被統一獅隊內野手高國慶及其胞兄－統一獅隊外野手陳連宏分別以五分打點及七分打點刷新。
- 2009年8月19日於台南棒球場對戰統一7-ELEVEn獅隊，轟出個人本季第20支全壘打，和林智勝達成中華職棒首次同隊有兩名本土打者單季打出20支以上的全壘打的紀錄。
- 2011年4月5日，以第453場比賽中敲出第100支全壘打，成為中華職棒當時最快完成百轟的選手，直到曾有「小陳金鋒」之稱的高國輝[19]於2016年9月18日，也就是陳金鋒引退賽當日打破紀錄為止。
- 2016年3月19日於開幕戰打出全壘打，締造生涯開幕戰先發皆擊出全壘打之特殊紀錄。
- 2016年9月18日舉辦引退儀式，從中華職棒Lamigo桃猿隊以52號引退。

## 職棒生涯成績

### 美國職棒

#### 小聯盟
- 平均打擊率/上壘率/長打率為0.288/0.369/0.509，共擊出892支安打，其中146支為全壘打

#### 大聯盟
| 年度   | 球隊       | 背號 | 出賽 | 打席 | 打數 | 得分 | 安打 | 二壘打 | 三壘打 | 全壘打 | 四死 | 三振 | 盜壘 | 打擊率 | 上壘率 | 長打率 | OPS   |
| ------ | ---------- | ---- | ---- | ---- | ---- | ---- | ---- | ------ | ------ | ------ | ---- | ---- | ---- | ------ | ------ | ------ | ----- |
| 2002年 | 洛杉磯道奇 | 52   | 3    | 6    | 5    | 1    | 0    | 0      | 0      | 0      | 1    | 3    | 0    | 0.000  | 0.167  | 0.000  | 0.167 |
| 2003年 | 洛杉磯道奇 | 52   | 1    | 1    | 1    | 0    | 0    | 0      | 0      | 0      | 0    | 0    | 0    | 0.000  | 0.000  | 0.000  | 0.000 |
| 2004年 | 洛杉磯道奇 | 52   | 8    | 10   | 8    | 1    | 0    | 0      | 0      | 0      | 2    | 3    | 0    | 0.000  | 0.200  | 0.000  | 0.000 |
| 2005年 | 洛杉磯道奇 | 52   | 7    | 8    | 8    | 1    | 2    | 0      | 0      | 0      | 0    | 4    | 0    | 0.250  | 0.250  | 0.250  | 0.500 |
| 合計   | 4年        | -    | 19   | 25   | 22   | 3    | 2    | 0      | 0      | 0      | 3    | 10   | 0    | 0.091  | 0.200  | 0.091  | 0.291 |

### 中華職棒
| 年度 | 球隊       | 出賽 | 打數 | 安打 | 全壘打 | 打點 | 盜壘 | 四死 | 三振 | 壘打數 | 打擊率 | 上壘率 | 長打率 | OPS   |
| ---- | ---------- | ---- | ---- | ---- | ------ | ---- | ---- | ---- | ---- | ------ | ------ | ------ | ------ | ----- |
| 2006 | La New熊   | 91   | 344  | 109  | 21     | 81   | 20   | 36   | 72   | 193    | 0.317  | 0.397  | 0.561  | 0.958 |
| 2007 | La New熊   | 88   | 301  | 115  | 26     | 66   | 11   | 53   | 50   | 212    | 0.382  | 0.491  | 0.704  | 1.195 |
| 2008 | La New熊   | 66   | 240  | 88   | 16     | 70   | 4    | 28   | 53   | 157    | 0.367  | 0.434  | 0.654  | 1.088 |
| 2009 | La New熊   | 114  | 412  | 132  | 27     | 99   | 7    | 53   | 86   | 232    | 0.320  | 0.400  | 0.563  | 0.963 |
| 2010 | La New熊   | 83   | 308  | 83   | 8      | 32   | 11   | 30   | 72   | 114    | 0.269  | 0.334  | 0.370  | 0.704 |
| 2011 | Lamigo桃猿 | 48   | 141  | 43   | 6      | 26   | 5    | 37   | 31   | 73     | 0.305  | 0.459  | 0.518  | 0.977 |
| 2012 | Lamigo桃猿 | 62   | 212  | 46   | 9      | 35   | 3    | 32   | 54   | 77     | 0.217  | 0.332  | 0.363  | 0.695 |
| 2013 | Lamigo桃猿 | 49   | 167  | 49   | 6      | 23   | 0    | 13   | 40   | 83     | 0.293  | 0.349  | 0.497  | 0.846 |
| 2014 | Lamigo桃猿 | 43   | 80   | 11   | 0      | 6    | 0    | 13   | 21   | 12     | 0.138  | 0.255  | 0.150  | 0.405 |
| 2015 | Lamigo桃猿 | 41   | 45   | 9    | 0      | 7    | 1    | 6    | 18   | 11     | 0.200  | 0.288  | 0.244  | 0.532 |
| 2016 | Lamigo桃猿 | 67   | 180  | 53   | 13     | 45   | 7    | 30   | 46   | 100    | 0.294  | 0.393  | 0.556  | 0.949 |
| 合計 | 11年       | 752  | 2430 | 738  | 132    | 490  | 69   | 385  | 543  | 1264   | 0.304  | 0.394  | 0.520  | 0.914 |

### 總教練時期
| 年度 | 球隊     | 名次 | 出賽 | 勝場 | 和局 | 敗場 | 勝率 | 勝差 | 備註 |
| ---- | -------- | ---- | ---- | ---- | ---- | ---- | ---- | ---- | ---- |
| 2024 | 富邦悍將 | 5    | 120  | 53   | 1    | 66   | .445 | 16.5 |      |

## 廣告代言
- 2003年萬事達卡亞洲區代言人
- 2011年吉列刮鬍刀（與「蝴蝶姐姐」簡愷樂、阿Ken共同拍攝）
- 2015年真．全民打棒球的廣告
- 2016年Škoda Yeti廣告我不是神篇
- 2016年華碩ZenFone 3 Max(ZC553KL)
- 2017年遊戲橘子代理《天堂M》
- 2017年台灣武田必胃康
- 2018年行李箱品牌TUMI一日店長

## 相關影音
- 中華民國國歌：時光顯影篇之最後一幕（2006年拍攝）
- 電影《球來就打》，2012年8月31日首映（電影名為陳金鋒名言之一）
- 公視人生劇展《我愛陳金鋒》，2013年5月26日首播
- 《曾經瘋狂/Chen 52》，滅火器樂團，2016年9月14日發表
- 《No.52》，人人有功練/懂伯跟滅火器樂團合作，2016年9月9日發表

## 著作
- 2017年與林以君、李碧蓮合著《不求勝的英雄　解壓縮陳金鋒.zip》，由天下文化出版。

## 私人生活
2003年12月27日，與妻子林右璇結婚，目前育有三個小孩。

## 另見
- 台灣棒球史
- 美國職棒大聯盟
- 臺灣出生大聯盟選手列表
- 中華職業棒球大聯盟
- 棒球
- 洛杉磯道奇
- Lamigo桃猿

## 外部連結
- 陳金鋒在美國職棒官網（英语）
- 陳金鋒在中華職棒官網
- 陳金鋒在Baseball-Reference.com（大聯盟）（英语）
- 陳金鋒在Baseball-Reference.com（小聯盟以及海外聯盟）（英语）
- 陳金鋒在ESPN（MLB）（英语）
- 陳金鋒在FanGraphs.com（英语）
- 陳金鋒在Retrosheet（英语）
- 陳金鋒在The Baseball Cube（英语）
- 陳金鋒在Olympics.com（英语）
- 陳金鋒在Olympedia（英语）
- 陳金鋒在台灣棒球維基館上的頁面（繁體中文）

| 前任： 許志華 | 中華職棒新人選秀狀元 2006年                   | 繼任： 陳江和 |
| 獎項          |                                               |               |
| 前任： 陳冠任 | 中華職棒打擊王 2007年                         | 繼任： 彭政閔 |
| 前任： 謝佳賢 | 中華職棒打點王 2006年                         | 繼任：        |
| 前任： 曾漢州 | 中華職棒最佳十人獎（指定打擊） 2006年－2009年 | 繼任： 張泰山 |
| 前任： 葉君璋 | 中華職棒總冠軍賽最有價值球員獎 2006年         | 繼任： 費古洛 |
| 前任： 林岳平 | 中華職棒總冠軍賽優秀球員獎（敗方） 2007年     | 繼任： 王金勇 |